# Dallas Long
Dallas Crutcher Long, född 13 juni 1940 i Pine Bluff, Arkansas, död 10 november 2024 i Whitefish, Montana, var en amerikansk friidrottare inom kulstötning.
Long blev olympisk mästare i kulstötning vid olympiska sommarspelen 1964 i Tokyo.